# الإخوة ميلوف

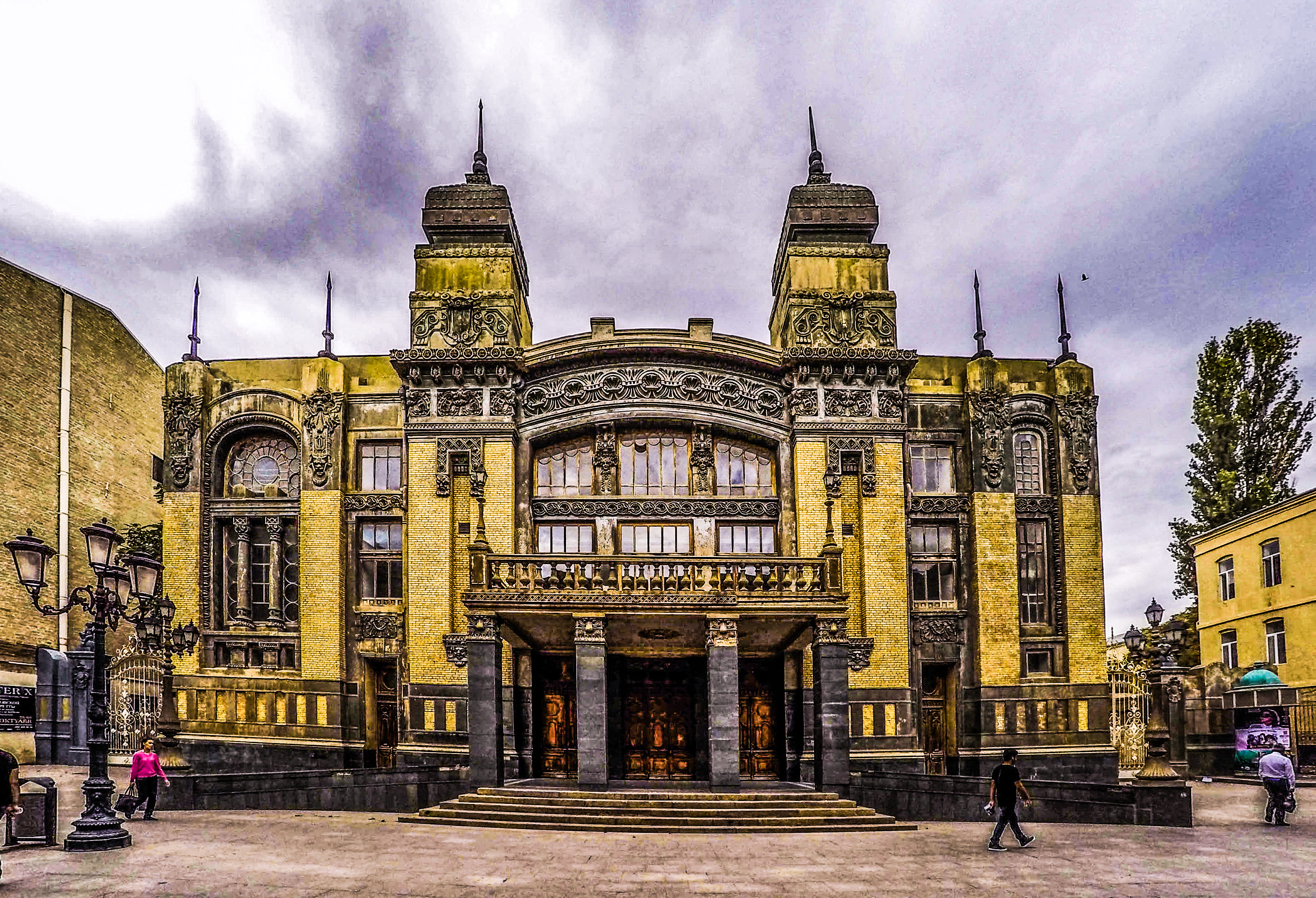
مسرح ميلوف (الأوبرا الأكاديمية الأذربيجانية ومسرح الباليه حالياً).

كان الإخوة ميلوف أو الأخوة مايليان (بالأرمنية: Մայիլյան եղբայրներ) من أقطاب النفط ورجال الأعمال والمحسنين من أصل أرمني. وتعتبرهم بعض المصادر المنتجين الأوائل للكافيار في روسيا. وقد عروفوا أيضًا برعايتهم للعديد من المشاريع الثقافية في مدينة باكو مثل مسرح ميلوف (المعروف الآن باسم الأوبرا الأكاديمية الأذربيجانية ومسرح الباليه). ورعى الإخوة ميلوف أيضًا العديد من المشاريع الاستثمارية في أرمينيا أيضًا.

## نظرة عامة
تألف الإخوة مايليان من ثلاثة إخوة وهم دانيال، وإيفان (هوفانيس)، ولعازر (إيغيا). كان الإخوة رأسماليين صناعيين جمعوا ثروة كبيرة من النفط.. كما نجحوا في تجارة الكافيار لتصبح أول شركة تنتج الكافيار في روسيا. نظرًا لنجاحهم في صناعة الكافيار، كانت الأسرة تُعرف باسم «ملوك بطارخ الأسماك». بعد الثورة الروسية عام 1917، لجأت عائلة ميليان إلى فرنسا.

## الأعمال الخيرية في أرمينيا
رعى الإخوة ميليان العديد من المشاريع في جمهورية أرمينيا الأولى، كان أهمها المنحة المالية البالغة مليوني روبل في فبراير عام 1919 لتمويل حملة المساحين للإنتاج الصناعي المحتمل، والمستخلصات المعدنية، والتربة، والمعادن الأخرى اللازمة لإعادة إعمار البلاد.